# At Talaq (Rennpferd)
At Talaq (* 6. März 1981; † 1995) war ein in den USA gezogenes Vollblut-Rennpferd. Er begann seine Rennkarriere in Europa, erreichte danach in Australien seine größten Erfolge.

## Abstammung
At Talaq entstammt vom in den USA gezogenen Vollbluthengst Roberto und aus der Stute Vent du Nord. Er wurde als Jährling beim Fasig Tipton Saratoga Yearling Sale für 800.000 US-Dollar von Scheich Raschid bin Said Al Maktum erworben und zu Harry Thomson Jones nach England ins Training gegeben.

## Rennkarriere
At Talaq gewann eines seiner beiden Zweijährigen-Rennen. Im Folgejahr belegte er im Epsom-Derby den vierten Platz, bevor er im Hippodrome de Longchamp den Grand Prix de Paris gewann. Im selben Jahr endete er zweitplatziert hinter Abary im Großen Preis von Berlin auf der Galopprennbahn Düsseldorf. Er wurde Dritter im italienischen Derby. 1985 konnte At Talaq seine Rennform nicht reproduzieren und endete bei seinen Starts in Deutschland, bis auf den vierten Platz im Großen Preis der Stadt Gelsenkirchen, unplatziert.
1986 wurde At Talaq nach Australien verbracht, wo er schließlich von Colin Hayes für Al Maktoum's Shadwell Racing trainiert wurde. Dort erreichte der Hengst mit seinem Sieg im mit 1.025.000 australischen Dollar (ca. 1.353.000 D-Mark / Stand: Nov. 1986) dotierten VRC Melbourne Cup den Höhepunkt seiner Rennlaufbahn. Des Weiteren gewann er die Mackinnon Stakes und die CF Orr Stakes.

## Zuchtlaufbahn
Nach Beendigung der Rennlaufbahn begann At Talaqs Gestütstätigkeit als Zuchthengst. Er zeugte 25-Stakes Sieger, darunter Skating und Al Mansour. Er starb 1995 vermutlich an Herzversagen.

## Nachweise
1. ↑  Direktorium für Vollblutzucht und Rennen (Hrsg.): Jahres-Rennkalender 1984. Selbstverlag, Köln 1985, S. 1197.
2. ↑  Direktorium für Vollblutzucht und Rennen (Hrsg.): Jahres-Rennkalender 1985. Selbstverlag, Köln 1986, S. 153+1130.
3. ↑  At Talaq racehorse Melburne-Cup winner. In: Racerate. Abgerufen am 3. März 2022 (englisch).